# Praia Mansa
A Praia Mansa é uma praia brasileira localizada no distrito de Paranabi, em Ilhabela, São Paulo. É uma praia considerada pequena, com 25 metros de extensão. Seu mar é calmo - daí seu nome, sendo cercada por coqueiros e vegetação nativa.
No entorno, existe uma localidade, cujas principais atividades econômicas são o cultivo de mandioca e a pesca. Na localidade existe uma escola. O acesso à Praia Mansa se dá por trilha a partir da Praia de Castelhanos.